# 本城直季
本城直季（日语：本城直季，1978年—）是一位日本攝影師，出生於日本東京都。

## 生平
2002年畢業於東京工藝大學藝術學部寫真學科，2004年畢業於同校藝術學研究科主修新媒體藝術。攝影作品以利用4X5大底相機配合軸鏡頭，拍攝出如模型般的移軸風景照片，確立了獨特的攝影風格。其攝影集「small planet」於第32回木村伊兵衛賞獲獎。美國休士頓美術館和大都會藝術博物館均有收藏本城直季的作品。

## 獎項
- 第32回木村伊兵衛写真賞（2006年）

## 攝影集
- 「Small Planet」 リトルモア，日本(2006年)
- 「Treasure Box」 講談社，日本(2010年)

## 攝影展
個人攝影展：
- 「Play Room」 水戸芸術館，茨城（2006年）
- 「Small Planet」 TAI Gallery ，新墨西哥州聖塔菲（2007年)
- 「Scripted Las Vegas」 エプサイト，東京（2009年)
- 「Scripted Las Vegas」　三菱地所　Artium ，福岡（2009年)
- 「LIGHT HOUSE skåne」 nap gallery ，東京（2011年）

團體攝影展：
- 「Reality Check: Truth and Illusion in Contemporary Photography」大都會藝術博物館，紐約（2008年）
- 「起始．永遠——日本清里攝影美術館典藏精選展」國立台灣美術館，臺中（2018年）

## 外部連結
- 官方網站 （页面存档备份，存于）